# Элчин, Гордон
Гордон Элчин (англ. Gordon Alchin; январь 1894 ― 14 мая 1947) ― британский поэт, лётчик, судья и политический деятель.

## Биография

### Происхождение
Гордон Элчин родился в 1894 году в семье Альфреда Хеда Элчина в городе Растхолл, графство Кент. Учился в школе Тонбриджа и в Брасенос-колледже Оксфордского университета, однако был вынужден прервать учёбу после начала Первой мировой войны. После демобилизации в 1919 году вернулся в Оксфорд и продолжил научную деятельность. В 1924 году женился на Сильвии Вренстед. Вместе у них родились сын и дочь. Супурга Элчина скончалась в 1939 году.

### Профессиональная карьера
Элчин служил в британской армии во время Первой мировой войны. В 1914―1915 гг. имел звание второго лейтенанта и воевал в составе войск Королевской полевой артиллерии во Фландрии. В 1915 году вступил в Королевский лётный корпус.
В 1922 году стал адвокатом и занимался судебной деятельностью до 1940 года. В 1940 году вступил в резерв добровольцев Королевских ВВС. В 1940―1945 гг. служил судьёй в округах Эдмонтон и Боу, районах Лондона.

### Политическая карьера
Элчин участвовал в парламентских выборах в 1929 году. Баллотировался от Либеральной партии в Тонбридже. Избирательный округ в то время считался местом, где преобладали консерваторы. И хотя он и не смог добиться победы, ему удалось оттеснить на третье место кандидата от лейбористов.

### Сочинения
Гордон Элчин писал стихи и рассказы. Он был одним из поэтов, стихи которых были напечатаны в антологии The Muse in Arms, сборнике военной поэзии, опубликованном в ноябре 1917 года во время Первой мировой войны.